# Марија II Закарија
Марија II Закарија Асен (14. век – после 1404. године) била је кнегиња од Ахаје.
Била је ћерка Центуриона I Закарије, барона од Дамале, Чаландрике, Естамире и Асенине, његове византијске жене, ћерке Андроника Асена.
Асенина је била сестра византијске царице Ирине Асен. Марија је преко своје мајке потицала из царских породица Палеолога, Комнина, Анђела. Удала се за Педра де Сан Суперана, вођу Наварске компаније од 1386. године, и де фацто владара Ахаје до 1402. године. Након Педрове смрти, Марија Закарија је владала кнежевином Ахајом као кнегиња 2 године док њен син није постао пунолетан.
Када је преузела власт, кнегиња Марија II је именовала свог амбициозног братанца барона Центуриона II Закарију - сина њеног брата Андроника - за свог баила, што је на крају окончало њену владавину. Кнез Петар је у прошлости обећао напуљском краљу Ладиславу 3.000 дуката у замену за титулу владара Ахаје, износ који никада није платио. Краљ Ладислав Анжујски је обновио своје захтеве тражећи од кнегиње Марије II Сан Суперано да му одмах исплати дукате, нешто што кнегиња Марија II Закарија Сан Суперано такође није желела. Барон Центурионе II је деловао тајно и послао особу од поверења у Напуљ да обавести краља Ладислава да кнегиња Марија II и њена деца не могу да му исплате новац, али је он сам желео да исплати све док је за узврат тражио да буде признат као једини владар кнежевине Ахаје. Краљ Ладислав Анжу је прихватио неочекивану понуду барона Центуриона II и прогласио да одузима титулу кнегињи Марији II Закарија и њеним потомцима.
Да би оправдао своју одлуку, он је тврдио да су кнегиња Марија II од Сан Суперана и њен син показали кажњиву смелост тиме што нису обновили феудалну заклетву кнежева од Ахаје у Напуљу. Након њеног пада, кнегиња Марија II Закарија Сан Суперано нестаје из историјског записа. Током своје кратке владавине, на основу њене епистолографије чини се да је кнегиња Марија II боравила у граду Патрасу, где видимо да води преговоре са Венецијом о постављању венецијанског прелата.